# Tyorn Sladky
Tyorn Sladky es una variedad cultivar de ciruelo (Prunus domestica subsp. insititia), de las denominadas ciruelas europeas.
Una variedad de ciruela antigua que se originó en Rusia. Las frutas tienen un tamaño muy pequeño, piel gruesa, ácida, siendo el color de la piel negro azulado oscuro, y pulpa de color verde amarillento oscuro, textura bastante firme, jugosa y subácida con un sabor auténtico a ciruela, bueno y bastante rico.

## Sinonimia
- "Thorn Sweet".

## Historia
La ciruela 'Tyorn Sladky' es una variedad antigua que se originó en Rusia. Es una ciruela "Bullace" "tardía".
Se considera que es una cepa de la Prunus domestica subsp. insititia, en Inglaterra y los países anglosajones se las nombran como "Bullace" que generalmente se usa para referirse a ciruelas con forma esférica, a diferencia de las ciruelas "Damascenas"-"Damson" que se refieren a las que tienen  forma ovalada.
'Tyorn Sladky' está cultivada en diversos bancos de germoplasma de cultivos vivos, tales como en National Fruit Collection (Colección Nacional de Fruta) de Reino Unido con el número de accesión: 1936-047 y Nombre Accesión : Thorn Sweet. El espécimen fue recibido en el «National Fruit Trials» (Probatorio Nacional de Frutas), para evaluar sus características en 1936, procedente del "Instituto de Plantas de uso Industrial", Leningrado.

## Características
'Tyorn Sladky' árbol de porte extenso, moderadamente vigoroso, erguido, productivo, floración abundante. Autofértil. Flor blanca, que tiene un tiempo de floración que comienza a partir del 19 de abril con el 10% de floración, para el 23 de abril tiene una floración completa (80%), y para el 5 de mayo tiene un 90% de caída de pétalos.
'Tyorn Sladky' tiene una talla de tamaño muy pequeño de forma redondeada, cavidad poco profunda, estrecha, abrupta, sutura pronunciada, una línea distinta; ápice redondeado ligeramente convado, con peso promedio de 8.20 g; epidermis tiene una piel gruesa, ácida, siendo el color de la piel negro azulado oscuro, cubierto de pruina de mediano espesor, punteado pequeño, pocos; pedúnculo glabro, con una longitud promedio de 10.15mm, pubescente, bien adherido al fruto con la cavidad del pedúnculo estrecha y apenas pronunciada; pulpa de color verde amarillento oscuro, textura bastante firme, jugosa y subácida con un sabor auténtico a ciruela, bueno y bastante rico.
Hueso muy adherido, irregular, aplanada, áspera, ligeramente comprimida y con cuello en la base, roma o aguda en el ápice, sutura ventral estrecha, alada, sutura dorsal aguda o levemente surcada.
Su tiempo de recogida de cosecha es más bien tardía, se inicia en su maduración de inicios a finales de septiembre.

## Usos
Una verdadera fruta dulce de las más parecidas al concepto de sabor que tenemos de una ciruela, que hace unos muy buenos guisos, licores, mermeladas, empanadas, y para congelación.